# Monte del Rey Enrique VIII de Inglaterra
El monte del Rey Enrique VIII de Inglaterra es el punto más alto entre el parque Richmond y el sureste de Londres y está situado entre los jardines de Pembroke Lodge. El monte fue nombrado para Enrique VIII de Inglaterra.
Desde el monte hay una vista protegida de la catedral de San Pablo en la ciudad de Londres la cual fue establecida en 1710. Al este hay un panorama del valle del río Támesis.
- Datos: Q9034784